# Braunschweig (Africa de Sud)
Braunschweig este un oraș din Africa de Sud.